# 深圳市交通运输局
深圳市交通运输局是深圳市人民政府主管交通运输工作的组成部门，加挂深圳市港务管理局牌子。

## 历史沿革
- 1984年11月，深圳市人民政府设立深圳市人民政府交通办公室[1]。
- 1988年9月，深圳市人民政府交通办公室更名为深圳市运输局[1]。
- 1991年11月，深圳市人民政府单独设立深圳市港务管理局，港口管理职能从深圳市运输局划出[1]。
- 2001年7月，组建深圳市交通局，加挂港务管理局牌子，将市公路局明确为市交通局直属管理的二级局[1]。
- 2009年7月，深圳市人民政府将深圳市交通局、深圳市公路局、深圳市轨道交通建设指挥部办公室的职责，以及深圳市规划局、深圳市城市管理局、深圳市公安局交通警察局的有关职责整合，组建深圳市交通运输委员会，同时在各区设立派出机构[2]。
- 2016年8月，为落实强区放权、加快政府职能转变要求，深圳市交通运输委员会新设深圳市公共交通管理局、深圳市交通公用设施管理局，原西部交通运输局分设为福田交通运输局和南山交通运输局，原东部交通运输局分设为罗湖交通运输局和盐田交通运输局[3]。
- 2019年1月，对应国家、省机构设置和规范要求，深圳市交通运输委员会更名为深圳市交通运输局[4]；3月，深圳市交通运输局深汕管理局揭牌成立[5]。
- 2023年5月，原深圳市公安局交通警察支队（交通警察局）承担的停车场管理有关政策制定、许可办理、监管执法、智慧停车等职责以及有关社会停车场充电设施安全监管职责调整由深圳市交通运输局承担[6]。

## 职责
根据《深圳市交通运输局职能配置、内设机构和人员编制规定》，深圳市交通运输局承担下列职责：
1. 负责交通运输（道路、枢纽、场站、港口、航道、空港、道路交通、道路运输、水路运输、城市公共汽电车、城市轨道交通、出租小汽车等）管理工作，协调铁路、民航、邮政、海事等涉地管理事务。组织起草交通运输有关地方性法规、规章草案，经批准后组织实施。
2. 负责拟订交通运输发展战略、规划和政策，经批准后组织实施。参与编制综合交通布局规划，编制交通专项规划并组织实施。组织拟订交通运输地方标准并监督实施。参与制定与交通运输行业相关的经济政策和调控措施。
3. 负责拟订交通运输中长期建设计划和年度实施计划，经批准后组织实施。负责编制交通基础设施养护计划、智慧交通设施维护计划和交通改善计划，并监督实施。负责编制并实施交通运输行业专项资金使用计划。参与交通运输行业价格制定。
4. 牵头开展保障城市道路交通畅通工作。负责统筹静态交通和慢行交通的建设发展工作。组织开展交通需求管理工作。负责汇总、发布城市交通信息，分析、评估城市交通状况，制定和组织城市交通组织、管理和改善方案并监督实施。组织开展交通拥堵综合治理工作。负责小汽车增量调控的统筹协调工作。
5. 负责交通运输工程的建设管理。负责统筹推进道路、交通设施、港口、航道、枢纽、场站、人行过街设施等交通运输工程建设工作。组织协调交通建设项目的质量、施工安全监管和造价管理。负责公路、水运工程建设市场的监督管理。
6. 负责道路管理工作。负责道路、桥梁、隧道、人行过街设施、港口、航道、枢纽、场站及交通标牌、标识、标线、护栏等交通基础设施养护的监督管理。
7. 负责港口的岸线、陆域、水域行政管理。负责引航管理工作。承担权限内的空港及航空运输的行业管理工作。
8. 负责道路运输、城市公共汽电车、城市轨道交通、出租小汽车、水路运输、港口经营、机动车维修、机动车驾驶员培训、交通建设工程等交通运输行业的服务质量和安全生产监督管理。负责交通基础设施的安全管理。
9. 负责交通运输综合行政执法工作。
10. 负责交通运输的综合协调工作。组织、协调深圳地区综合运输、重大节假日期间的旅客运输和国家重点物资、紧急物资、特种物资以及军事、抢险救灾物资的运输工作。负责交通运输应急指挥、应急处置，国防交通战备的组织、协调管理，参与国防交通保障设施规划建设工作。
11. 负责统筹全市智慧交通工作。组织协调交通运输行业环境保护和节能减排工作。开展交通运输对外交流与合作。
12. 负责物流与供应链产业发展工作。
13. 负责研究制定促进交通运输和物流事业发展、发挥交通运输和物流人才作用的政策和办法。
14. 完成市委、市政府和上级部门交办的其他任务。
15. 职能转变。市交通运输局应当深化落实国家“一带一路”、粤港澳大湾区和交通强国战略部署，全面加快交通基础设施建设，打造粤港澳大湾区国际综合交通枢纽，加快构建现代化国际化一体化综合交通运输体系和高品质高效能高融合城市交通运行体系。加强公共汽电车、轻轨、地铁等多种类型公共交通统筹协调发展，促进不同运输方式和城市内外交通之间的顺畅衔接、便捷换乘。统筹协调静态交通管理，加快停车规划制定、政策研究和基础设施建设等工作，形成与动态交通发展相匹配的静态交通发展格局。倡导绿色出行，深入推进自行车道和步行道等慢行交通系统建设。积极构建面向未来的智慧交通体系，推动互联网、大数据、人工智能与交通运输的深度融合，打造智慧城市建设的交通样板。
16. 有关职责分工。
  1. 与市规划和自然资源局有关职责分工。
    1. 关于交通规划。市规划和自然资源局会同市交通运输局组织编制全市综合交通布局（干线路网、轨道网、大型交通枢纽的布局）规划，市交通运输局在城市总体规划和分区规划的指导下，拟订交通专项规划，经市规划和自然资源局审查后按程序报批，并组织实施。市规划和自然资源局负责在各层次城市规划中落实交通基础设施用地。市交通运输局与市规划和自然资源局要建立沟通协调机制，确保工作衔接。
    2. 关于轨道交通规划。市规划和自然资源局负责统筹编制全市轨道线网规划、轨道线路交通详细规划、轨道枢纽规划，配合市发展改革委编制全市城市轨道近期建设规划。市规划和自然资源局在上述规划编制中，应征求市交通运输局意见。

  2. 与市城管和综合执法局有关职责分工。
    1. 关于道路绿化管理。市交通运输局负责新建、改建、扩建道路绿化（不含高速公路及林地绿化，下同）的规划设计、工程建设、竣工验收，对道路绿化有关技术标准提出交通管理和交通安全方面的意见。市城管和综合执法局负责组织编制道路绿化养护标准，负责已建成道路绿化的接管、日常养护及改造提升等工作。
    2. 关于道路照明管理。市交通运输局负责新建、改建、扩建道路照明设施的规划设计、工程建设、竣工验收；负责隧道照明设施的管理工作。市城管和综合执法局参与道路照明设施的规划设计和竣工验收，负责组织道路照明设施移交接管验收工作；负责制定道路照明设施的养护管理标准并组织实施。

## 机构设置

### 内设机构
- 办公室（信访办公室）
- 财务处
- 法规处（审批综合处）
- 综合规划处
- 建设管理处
- 路政处
- 智慧交通处
- 静态交通处
- 安全应急处（交通战备处）
- 物流发展处（市泥头车安全整治工作办公室）
- 港航管理处
- 民航发展处
- 轨道规划处
- 铁路拓展处
- 轨道运营监管处
- 机关党委（人事处）

### 直属机构
- 深圳市交通运输行政执法支队
- 深圳市公共交通管理局

### 派出机构
- 深圳市交通运输局福田管理局
- 深圳市交通运输局罗湖管理局
- 深圳市交通运输局盐田管理局
- 深圳市交通运输局南山管理局
- 深圳市交通运输局宝安管理局
- 深圳市交通运输局龙岗管理局
- 深圳市交通运输局龙华管理局
- 深圳市交通运输局坪山管理局
- 深圳市交通运输局光明管理局
- 深圳市交通运输局大鹏管理局
- 深圳市交通运输局深汕管理局

### 事业单位
- 深圳市交通公用设施管理处
- 深圳市交通公用设施建设中心
- 深圳市交通工程质量监督站（市交通工程造价管理站、市交通工程施工安全监督站）
- 深圳市综合交通运行指挥中心
- 深圳市道路交通管理事务中心
- 深圳港引航站